# آژانس خبری پژواک
آژانس خبری پژواک (پشتو: پژواک خبری اژانس) آژانس خبری مستقل در افغانستان است. ستاد مرکزی آن در کابل قرار دارد و به سه زبان فارسی، پشتو و انگلیسی اخبار منتشر می‌کند.